# Гозали, Сид Ахмед
Сид Ахмед Гозали (араб. سيد أحمد غزالي‎; 31 марта 1937, Магния — 4 февраля 2025, Алжир) — государственный и политический деятель Алжира. С 1991 по 1992 год занимал должность премьер-министра страны.

## Биография
Родился 31 марта 1937 года в алжирском городе Магнии. Окончил Национальную школу мостов и дорог в Париже, дипломированный инженер. С 1962 по 1964 год работал советником по вопросам энергетики при Министерстве экономики Алжира. С 1966 по 1979 занимал должность генерального директора Sonatrach. С 1977 по 1979 год был министром энергетики и нефтехимической промышленности, а с 1979 по 1984 год министром водных ресурсов. С 1984 по 1988 год занимал должность посла Алжира в разных странах Европы. Затем занимал должности министра финансов и министра иностранных дел.
5 июня 1991 года был назначен на должность премьер-министра Алжира. На этом посту ему пришлось пойти на серьёзный шаг: отменить парламентские выборы в стране так как был шанс победы радикального Исламского фронта спасения. Это решение повлекло за собой начало Гражданской войны в Алжире. В январе 1992 года президент Алжира Шадли Бенджедид уходит в отставку из-за давления со стороны армии. В июле 1992 года Ахмед Гозали был снят с должности. В 1999 и в 2004 годах Сид Ахмед Гозали выставлял свою кандидатуру на президентских выборах, но оба раза потерпел поражение.
Скончался 4 февраля 2025 года в Алжире в возрасте 87 лет.